# Lucía Zárate
Lucía Zárate (2 de gener de 1864 - 15 de gener de 1890) va ser una animadora mexicana amb nanisme que actuava en espectacles secundaris. Zárate és la primera persona que s'ha identificat amb el nanisme primordial osteodisplàstic tipus II de Majewski. Va ser inscrita al Guinness World Records com l'"adulta més lleugera registrada", amb un pes de només 4.7 lliures (2.1 kg) als 17 anys.

## Primers anys de vida
Va néixer a Veracruz, Mèxic, i es va establir a l'Agostadero, i més tard Cempoala, Veracruz. Segons un article de 1894 a Strand Magazine, Zárate va aconseguir el seu creixement total a l'edat d'un any. La casa de la seva família, Casa Grande, està oberta al públic com a museu.

## Carrera
Als dotze anys, Zárate es va traslladar de Mèxic als Estats Units, on va ser exposada per la seva petita estatura. Va treballar primer com a part d'un acte anomenat "Fairy Sisters", després col·laborant amb Francis Joseph Flynn (pronunciat amb el nom artístic "General Mite") per actuar internacionalment. El 1889 va ser presentada a The Washington Post com la "meravellosa nana mexicana" i descrita com "un imant petit però tot poderós per atreure el públic".
Un llibre de 1876 publicat per la Universitat d'Oxford parlava d'una visita a Zárate realitzada per diversos professionals mèdics, que no podien comprovar amb certesa que tenia dotze anys, però van poder comprovar a través del seu desenvolupament dental que tenia almenys sis anys. Va pesar 14 lliures (6,4 kg) en el seu apogeu als 20 anys. En aquell moment, la seva alçada es mesurava en 51 cm d'alçada, i el seu panxell mesurava 10 cm de circumferència, i 2,5 cm més que el polze d'un home adult mitjà. En aquell moment estava amb els seus pares i es va trobar que era sana i intel·ligent, capaç de parlar una mica d'anglès juntament amb el seu espanyol natiu.

## Mort
Després que el seu tren de circ quedés encallat a les muntanyes nevades de Sierra Nevada, Zàrate va morir d'⁣hipotèrmia el 1890.